# Simone Vagnozzi
Simone Vagnozzi (nacido el 24 de mayo de 1983) es un tenista profesional italiano retirado en 2015 que participaba principalmente 
en el circuito ATP Challenger Series. El 7 de noviembre de 2011, alcanzó su ranking en individuales más alto al lograr el puesto n.º 161, y el 4 de abril de 2011 lo hizo en dobles logrando el puesto n.º 74.

## Títulos

### Individuales
| Legenda                   |
| Grande Slam (0)           |
| ATP World Tour Finals (0) |
| ATP Masters 1000 (0)      |
| ATP World Tour 500 (0)    |
| ATP World Tour 250 (0)    |
| ATP Challenger Series (1) |

| N.º | Fecha      | Torneo                          | Superficie    | Rival en la final | Resultado     |
| --- | ---------- | ------------------------------- | ------------- | ----------------- | ------------- |
| 1.  | 27.06.2010 | Challenger de Marburgo Alemania | Tierra batida | Ivo Minář         | 2-6, 6-3, 7-5 |

### Dobles
| Legenda dobles             |
| Grand Slam (0)             |
| ATP World Tour Finals (0)  |
| ATP Masters 1000 (0)       |
| ATP World Tour 500 (0)     |
| ATP World Tour 250 (0)     |
| ATP Challenger Series (16) |

| N.º | Fecha           | Torneo                      | Superficie    | Pareja                  | Rival                                 | Resultado              |
| --- | --------------- | --------------------------- | ------------- | ----------------------- | ------------------------------------- | ---------------------- |
| 1.  | 21.01.2007      | Challenger de La Serena     | Tierra batida | Marc López              | Carlos Berlocq Brian Dabul            | 3:6, 6:3, [10:1]       |
| 2.  | 02.09.2007      | Challenger de Como          | Tierra batida | Máximo González         | Flavio Cipolla Marco Pedrini          | 7-6(5), 6-4            |
| 3.  | 09.09.2007      | Challenger de Génova        | Tierra batida | Daniele Giorgini        | Simone Bolelli Flavio Cipolla         | 6-3, 6-1               |
| 4.  | 06.01.2008      | Challenger de Nouméa        | Dura          | Flavio Cipolla          | Jan Mertl Martin Slanar               | 6-4, 6-4               |
| 5.  | 04.05.2008      | Challenger de Roma          | Tierra batida | Flavio Cipolla          | Paolo Lorenzi Giancarlo Petrazzuolo   | 6-3, 6-3               |
| 6.  | 01.06.2008      | Challenger de Alessandria   | Tierra batida | Flavio Cipolla          | Matwé Middelkoop Melle Van Gemerden   | 3-6, 6-1, [10-4]       |
| 7.  | 30.08.2009      | Challenger de Manerbio      | Tierra batida | Alessio di Mauro        | Yves Allegro Jesse Huta Galung        | 6-4, 3-6, [10-4]       |
| 8.  | 09.05.2010      | Challenger de El Cairo      | Tierra batida | Martin Slanar           | Andre Begemann Dustin Brown           | 6-3, 6-4               |
| 9.  | 04.07.2010      | Challenger de Braunschweig  | Tierra batida | Leonardo Tavares        | Ígor Kunitsyn Yuri Shchukin           | 7-5, 7-6(4)            |
| 10. | 03.10.2010      | Challenger de Nápoles-1     | Tierra batida | Daniel Muñoz-de la Nava | Andreas Haider-Maurer Bastian Knittel | 1-6, 7-6(5), [10:6]    |
| 11. | 20.02.2011      | Challenger de Meknes        | Tierra batida | Treat Conrad Huey       | Alessio di Mauro Alessandro Motti     | 6-1, 6-2               |
| 12. | 20.03.2011      | Challenger de Rabat         | Tierra batida | Alessio di Mauro        | Yevgueni Koroliov Yuri Shchukin       | 6-4, 6-4               |
| 13. | 27.03.2011      | Challenger de Caltanissetta | Tierra batida | Daniele Bracciali       | Daniele Giorgini Adrian Ungur         | 3-6, 7-6(2), [10-7]    |
| 14. | 18.07.2011      | Challenger de Milán         | Tierra batida | Adrián Menéndez         | Andrea Arnaboldi Leonardo Tavares     | 0-6, 6-3, [10-5]       |
| 15. | 21. August 2011 | Challenger de San Sebastián | Tierra batida | Stefano Ianni           | Daniel Gimeno-Traver Israel Sevilla   | 6-3, 6-4               |
| 16. | 27.07.2013      | Challenger de Orbetello     | Tierra batida | Marco Crugnola          | Guillermo Duran Renzo Olivo           | 7-6(3), 6-7(5), [10:6] |

#### Finalista en ATP
| N.º | Fecha      | Torneo           | Superficie    | Pareja        | Rival                        | Resultado |
| --- | ---------- | ---------------- | ------------- | ------------- | ---------------------------- | --------- |
| 1.  | 18.07.2010 | Torneo de Bastad | Tierra batida | Andreas Seppi | Robert Lindstedt Horia Tecău | 4-6, 5-7  |